# Корчулански партизански одред
Корчулански народноослободилачки партизански (НОП) одред је био партизанска јединица у саставу Народноослободилачке војске и партизанских одреда Југославије током Другог светског рата у Југославији. 

## Историјат
Формиран је августа 1942. од партизанских група на острву Корчули. Извео је успешно више мањих акција на острву и на непријатељске бродове дуж обале. Због тешких услова за опстанак и дејства Одреда, његово бројно стање није прелазило 50 бораца. Нове борце Одред је пребацивао на копно (до септембра 1943. пребачено је око 650 бораца}?! неколико акција чишћења, италијански окупатори нису успели да га униште, мада су ангажовали јаче снаге. После ослобођења острва након капитулације Италије, септембра 1943, Одред је нарастао на 500 бораца (три батаљона) и ускоро дао два батаљона за формирање 13. далматинске бригаде. Крајем децембра 1943. учествовао јеу борбама с немачким десантним снагама и претрпео осетне губитке. Потом се пребацио на острва Хвар и Вис где је ушао у састав 13. далматинске бригаде. На Корчули је од јануара 1944. дејствовао нови Одред који је нападао мања немачка упоришта и прикупљао податке о непријатељу. Одред је осигуравао сталну бродску везу између Корчуле и Виса, отпремао збег народа, прихватао делове 26. дивизије НОВЈ и с њима од јуна до септембра нападао мање немачке јединице. Водио је 13. септембра 1944. борбе са немачким заштитним деловима при повлачењу и ушао у град Корчулу. У септембру је преформиран у батаљон који је у октобру ушао у састав 26. дивизије.